# لورا تشانغ
لورا تشانغ (بالإنجليزية: Laura Chang)‏ هي صحفية وعازفة كمان أمريكية، ولدت في 1950 في سياتل في الولايات المتحدة.